# Mateești
Mateești – wieś w Rumunii, w okręgu Vâlcea, w gminie Mateești. W 2011 roku liczyła 1523 mieszkańców.